# Mănăstirea Poiana Mărului
Mănăstirea Poiana Mărului cu hramul Duminica Tuturor Sfinților este o mănăstire ortodoxă din România situată pe teritoriul administrativ al satului Băltăgari din comuna Bisoca, județul Buzău. Este localizată la poalele muntelui Ulmușoru (943 m) într-o pădure de foioase și conifere, pe drumul dintre reședința comunei (Bisoca) și satul Jitia, reședința comunei cu același nume județul Vrancea. Aparține de Arhiepiscopia Buzăului și Vrancei, Mitropolia Munteniei și Dobrogei.
Are statut de monument istoric, având cod LMI BZ-II-a-A-20156.

## Istoric
A fost ctitorită în anul 1730 pe cheltuiala domnului Constantin Mavrocordat. Vechea vatră a schitului a fost ceva mai sus de cea actuală. Primul stareț i-a fost cuviosul Vasile, canonizat ulterior sub denumirea de Sfântul Vasile de la Poiana Mărului. Biserica de lemn originală a ars în 1771 fiind refacută în perioada 1780-1784 (cod LMI BZ-II-m-A-20156.02) O a doua biserică tot din lemn (cod LMI BZ-II-m-A-20156.01) a fost construită în perioada 1810-1812 prin strădania starețului Teodosie al II-lea.
După un nou incendiu în februarie 1879 (stăreția, trapeza și rândul chiliilor de langă arhondărie), schitul și-a mai prelungit viața până în 1893 când a fost desființat, fiind reînființat în 1938 ca mănăstire de maici. În 1935 sub episcopul Ghenadie Niculescu se construiește la intrare o clopotniță din lemn prin care se face actualmente intrarea în mănăstire .
În 1956 bisericile mănăstirii au fost renovate de Comisia Monumentelor Istorice, iar după 1990 redevine mănăstire de călugări. În 1991 se construiește un paraclis pictat de arhidiaconul Gabriel Sibiescu, o casa arhierească și se renovează pavilionul mare în care se află trapeza și camera pentru oaspeți.
A devenit din nou mănăstire de călugărițe în 2010.
În decembrie 2014 un alt incendiu a distrus două corpuri de clădire din lemn, din incinta locașului.

### Legende
Înainte de a fi schit, în acest loc era o pădure întinsă departe de orice așezare, acolo avându-și stâna niște ciobani. Aceștia își ridicasera o colibă și un staul lângă un măr mare, pe locul unde se va înălța mai târziu mănăstirea. În fiecare seară, ciobanii vedeau o lumină ca un felinar în scorbura mărului dar nici unul dintre ei nu avea curajul sa vadă ce este, mai ales că ziua nu se mai vedea nimic. Într-una din serile de vară pe cand ciobanii priveau lumina ce le apărea din măr, au primit oaspeți trei călugari pelerini doritori de liniște si sihăstrie, care căutau un loc prielnic zidirii unei mănastiri. Aflând și văzând acea lumină s-au minunat și, unul dintre ei s-a urcat în măr, coborând de acolo cu o iconiță ce o înfățișa pe Maica Domnului cu Pruncul în brațe.

## Importanță
Mănăstirea a fost un important centru monastic și cultural în secolul al XVIII-lea, când și-a extins influența spirituală în a doua jumătate a acestuia, devenind Eparhie de care aparțineau toate așezămintele monahale de la curbura Carpaților.
Aici a stărețit Cuviosul Vasile - mare organizator al monahismului, aici a fost surghiunit în 1840 poetul Cezar Boliac, și tot aici poposea deseori poetul Alexandru Vlahuță care descrie în România pitorească frumusețea acestor locuri, precum și prietenul acestuia Barbu Ștefănescu Delavrancea.
Se evidențiază ca fiind  printre puținile biserici cu pictură atât exterioară cât și interioară, pe lemn.
Obiecte de valoare artistică și istorică: icoanele praznicare: Sf. Gheorghe, Sf. Dumitru, Proorocul Elizeu cu inscripția Ioasaf Zugravu 1826; Scara lui Iacob 1817 în stil rusesc; icoana Încoronarea Maicii Domnului cu inscripția slavonă indicând anul 1791, iar în dreapta tot Încoronarea Maicii Domnului cu anul 1859 de Atanase Anghel - Ploiești; cărți chirilice.

## Acces
Acces:
- 53 km din Râmnicu Sărat DN2 până la Obrejița, apoi DJ202E spre NV până la intersecția cu DN2N aflată la Bordeștii de Jos, apoi pe acesta pană la Jitia. De aici mai sunt câțiva km pana la mănăstire, mergând spre Bisoca, pe DJ204C ce trece prin vadul râului Râmnicul Sărat.
- 68 km din Buzău DJ203K spre Vintila Vodă, apoi înainte de acesta la dreapta DJ204C spre Bisoca. Din Bisoca până la mănăstire se coboară spre Jitia.

## Repere constructive
Biserica mare este construită în formă de cruce, din bârne de stejar îmbinate cu scândură. Are un pridvor deschis susținut de șase stâlpi de lemn uniți sus prin arcade semicirculare, iar jos are un grilaj de lemn înalt de 1,20 m. Lumina pătrunde în altar printr-o fereastră pe peretele din răsărit și una pe cel din dreapta, naosul luminat de câte o fereastră pe ambele părți (dreapta și stânga), iar pronaosul numai de o fereastră așezată pe partea dreaptă (sud). Ferestrele sunt duble și între ele sunt grilaje metalice. Din pridvor se intră în pronaos pe o ușă dublă, cea din interior fiind foarte masivă. Catapeteasma este din lemn sculptat.
În exterior fațadele au la înălțimea de 2/3 un brâu de lemn, deasupra căruia se află pictura pe lemn ocrotită de streașina largă a acoperișului. Cele cinci turle hexagonale sunt așezate cate una pe altar, pe naos și pronaos și înca două mai mici deasupra ficăreia dintre strane. Cele de pe naos și pronaos au câte o fereastră pe dreapta și stânga. Acoperișul turlelor este de tablă în solzi, iar biserica este acoperită cu șindrilă.
Pictura bisericii mari este executata în ulei direct pe lemn - în stil neobizantin influențat de cel rusesc, fiind așezată în trei etaje. Sunt înfățișați sfinții naționali ruși, ca Vasile de la Kerson în pronaos, sau icoana Sf. Dumitru mitropolitul Rostovului făcătorul de minuni, în absida din dreapta naosului.
Biserica din cimitir este tot din lemn, în formă de navă, fără abside. Are o singură turlă joasă pe pronaos. Acoperișul este din șindrilă.
Intrarea în incintă se face prin gangul clopotniței, care se afla la 40 m în dreapta bisericii mari.
Paraclisul este clădit tot din lemn și a fost pictat de catre arhidiaconul Gabriel Sibiescu.
In incintă mai sunt trei cladiri, una de lemn și două din zid pentru chilii, precum și alte clădiri cu rol de anexe gospodărești.

## Metocuri
Schitul Muntioru cu hramul Schimbarea la față, care se află la 64 km de Râmnicu Sărat trecând prin Jitia, la aproximativ 7 km de Vintileasca pe un platou înalt din zona rezervației Poiana Muntioru.